# Osmorhiza divaricata
Osmorhiza divaricata är en flockblommig växtart som först beskrevs av Nathaniel Lord Britton, och fick sitt nu gällande namn av Charles Vancouver Piper. Osmorhiza divaricata ingår i släktet Osmorhiza och familjen flockblommiga växter. Inga underarter finns listade i Catalogue of Life.